# العلاقات الجزائرية التركية
العلاقات الجزائرية التركية هي علاقات خارجية بين الجزائر وتركيا. ولدى الجزائر سفارة في أنقرة، وقنصلية عامة في إسطنبول. تركيا لديها سفارة في الجزائر العاصمة. وكلا البلدين عضوين كاملين في الاتحاد من أجل المتوسط. هناك علاقة قوية بين الجزائر وتركيا بسبب علاقات تاريخية قوية جدا.

## وصلات خارجية
- موقع وزارة الخارجية لتركيا

- موقع وزارة الشؤون الخارجية الجزائرية